# Catocala innubens

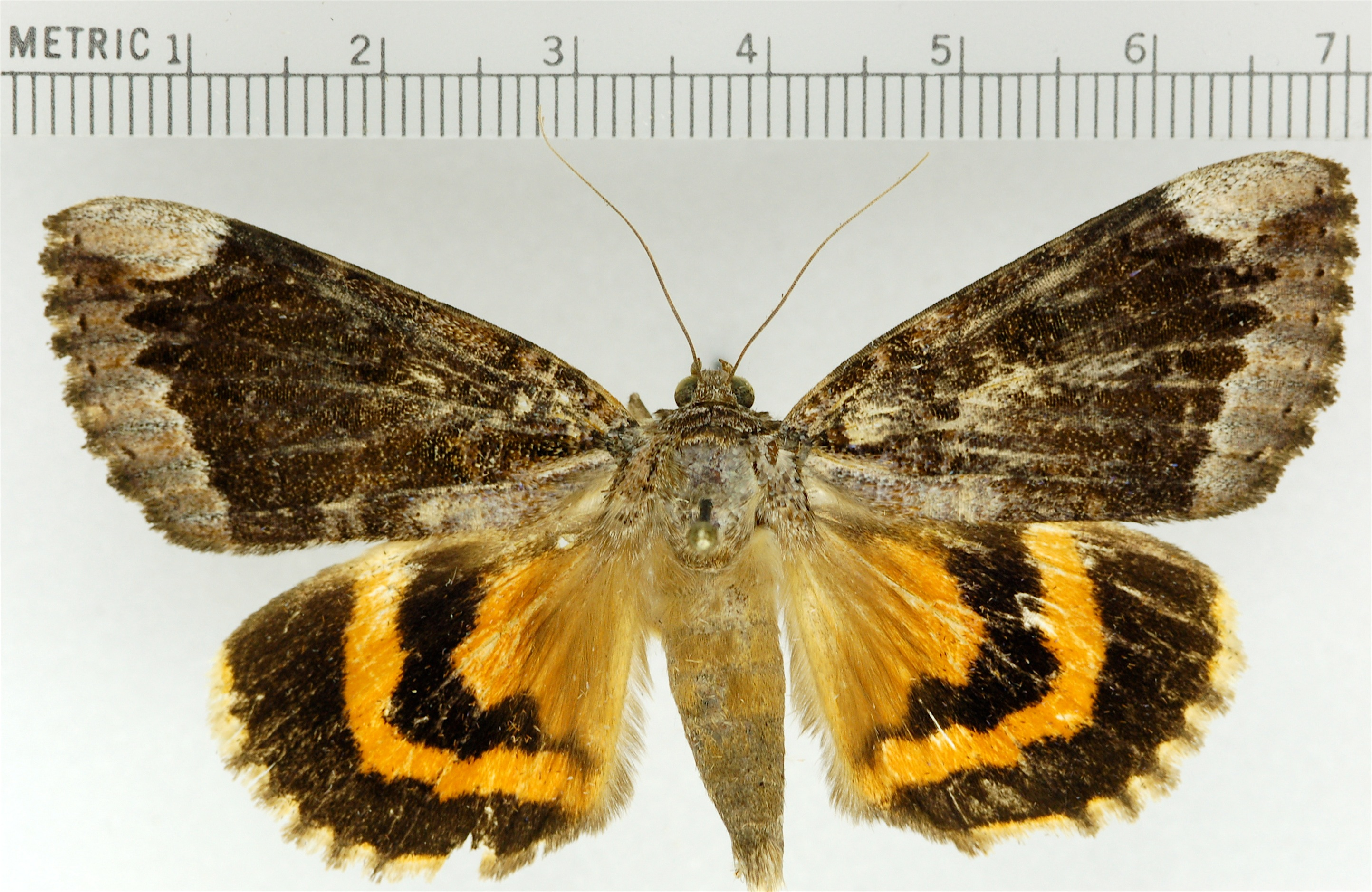
Form mit gelben Hinterflügeln

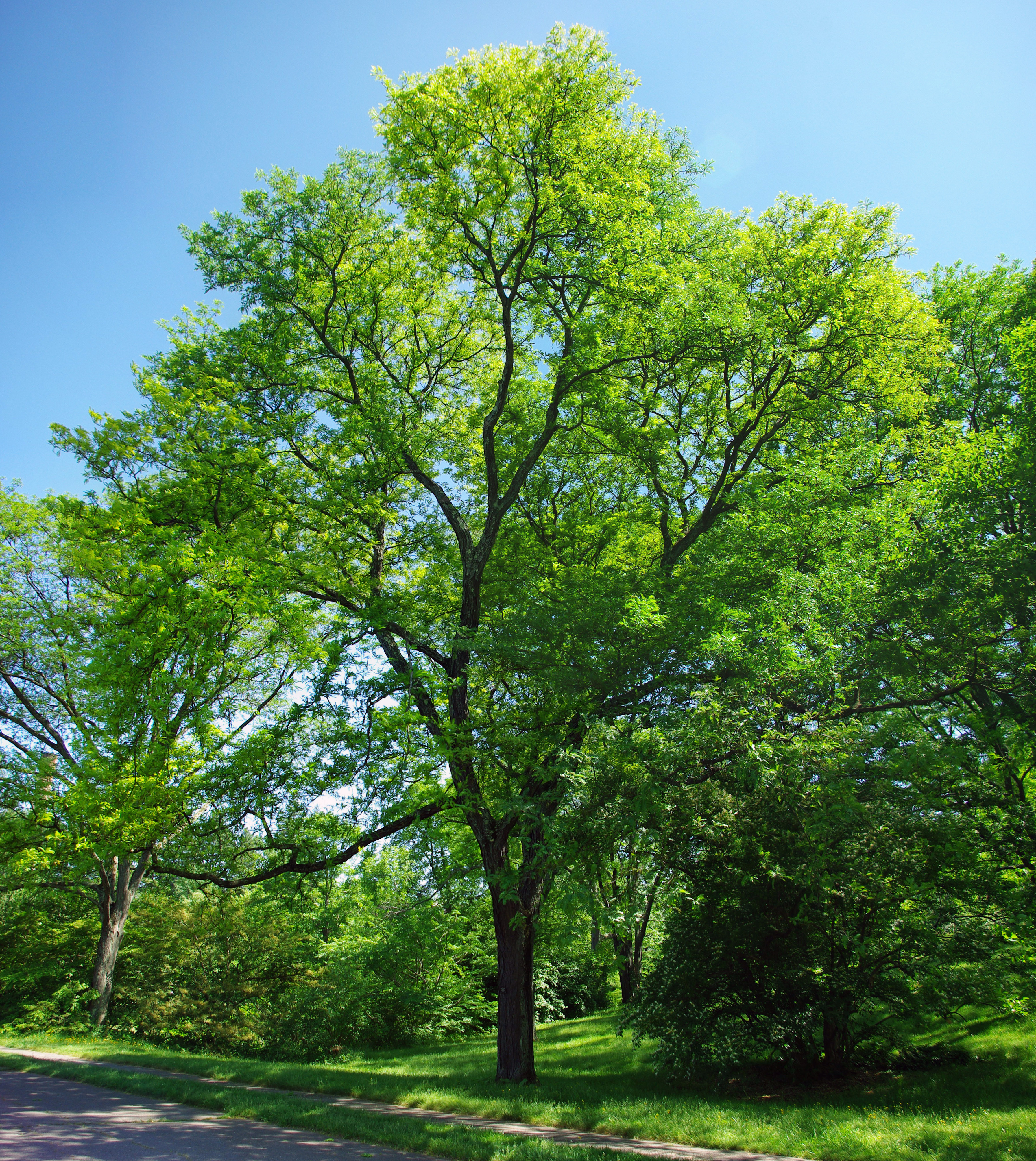
Amerikanische Gleditschie, die Hauptnahrungspflanze der Raupe

Catocala innubens ist ein in Nordamerika vorkommender Schmetterling (Nachtfalter) aus der Familie der Eulenfalter (Noctuidae).

## Merkmale

### Falter
Die Falter erreichen eine Flügelspannweite von 55 bis 72 Millimetern. Die Grundfarbe der Vorderflügeloberseite zeigt verschiedene Brauntönungen. Arttypisch ist die hellbraune Flügelspitze. Die Submarginalregion ist bei vielen Individuen ebenfalls hellbraun. Querlinien und Makel sind undeutlich. Lediglich die Sub-Nierenmakel hebt sich zuweilen etwas aufgehellt hervor. Die Hinterflügeloberseite variiert von gelb über orange bis hin zu karminrot und zeigt ein breites schwarzes Saumband sowie ein ebenfalls schwarzes, gewelltes Mittelband. Die Fransen sind schwarz/weiß gescheckt.

### Raupe
Die Raupen sind hellgrau bis rötlich grau gefärbt und lediglich mit einigen kleinen schwarzen Punkten gezeichnet. Sie zeigen eine sattelartige bräunliche Verdickung hinter dem fünften Körpersegment. Wenn sich die Raupe eng an einen Zweig anschmiegt, ist sie für Fressfeinde kaum zu erkennen.

### Ähnliche Arten
Mit einer Flügelspannweite von 35 bis 50 Millimetern ist die ähnlich gezeichnete Catocala micronympha deutlich kleiner.

## Verbreitung und Lebensraum
Catocala innubens kommt in den östlichen und einigen zentralen Regionen Nordamerikas verbreitet bis lokal vor. Die Art besiedelt in erster Linie Laubwälder. 

## Lebensweise
Die nachtaktiven, univoltinen Falter sind zwischen Juni und Oktober, schwerpunktmäßig im August anzutreffen. Sie besuchen künstliche Lichtquellen und Köder. Tagsüber ruhen sie mit über dem Hinterleib zusammengeklappten Flügeln an Baumstämmen. Die Eier werden unter die Borke der Nahrungsbäume abgelegt, wo sie überwintern. Die Raupen schlüpfen im Frühjahr und ernähren sich in erster Linie von den Blättern der Amerikanische Gleditschie (Gleditsia triacanthos), zuweilen auch von denen des Schwarznussbaums (Juglans nigra).